# Quatuor à cordes no 3 de Křenek
Pour les articles homonymes, voir Quatuor à cordes no 3.
Le Quatuor à cordes no 3 opus 20 est un quatuor pour deux violons, alto et violoncelle d'Ernst Křenek. Composé en 1923, il est dédié à Paul Hindemith.

## Analyse de l'œuvre
1. Allegro molto vivace -
2. Adagio -
3. Allegro moderato, ma deciso -
4. Adagio -
5. Allegro molto moderato - Gemächliches Walzertempo

La durée d'exécution est d'environ trente minutes.